# فيكتور دوبويسون
فيكتور دوبويسون Victor Dubuisson (من مواليد 22 أبريل 1990) هو لاعب غولف فرنسي محترف سابق لعب بشكل أساسي في البطولة الأوروبية لرابطة لاعبي الجولف المحترفين، وفاز مرتين في بطولة الخطوط الجوية التركية المفتوحة في عامي 2013 و2015. لعب أيضًا في كأس رايدر 2014.

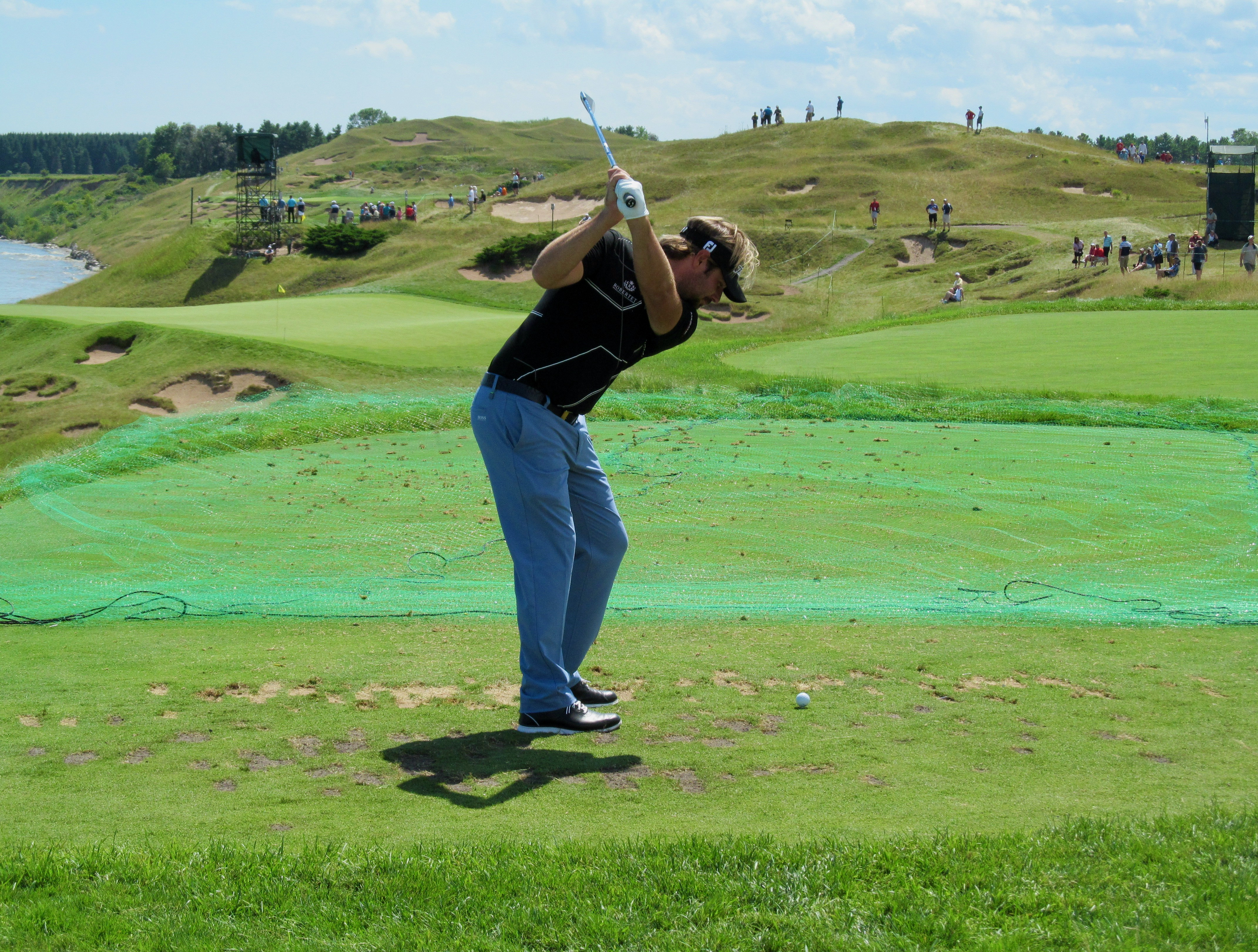
Dubuisson في بطولة بي جي إيه